# Sant Romà de Vila
Sant Romà de Vila és una església romànica al lloc de Vila en la parròquia andorrana d'Encamp.

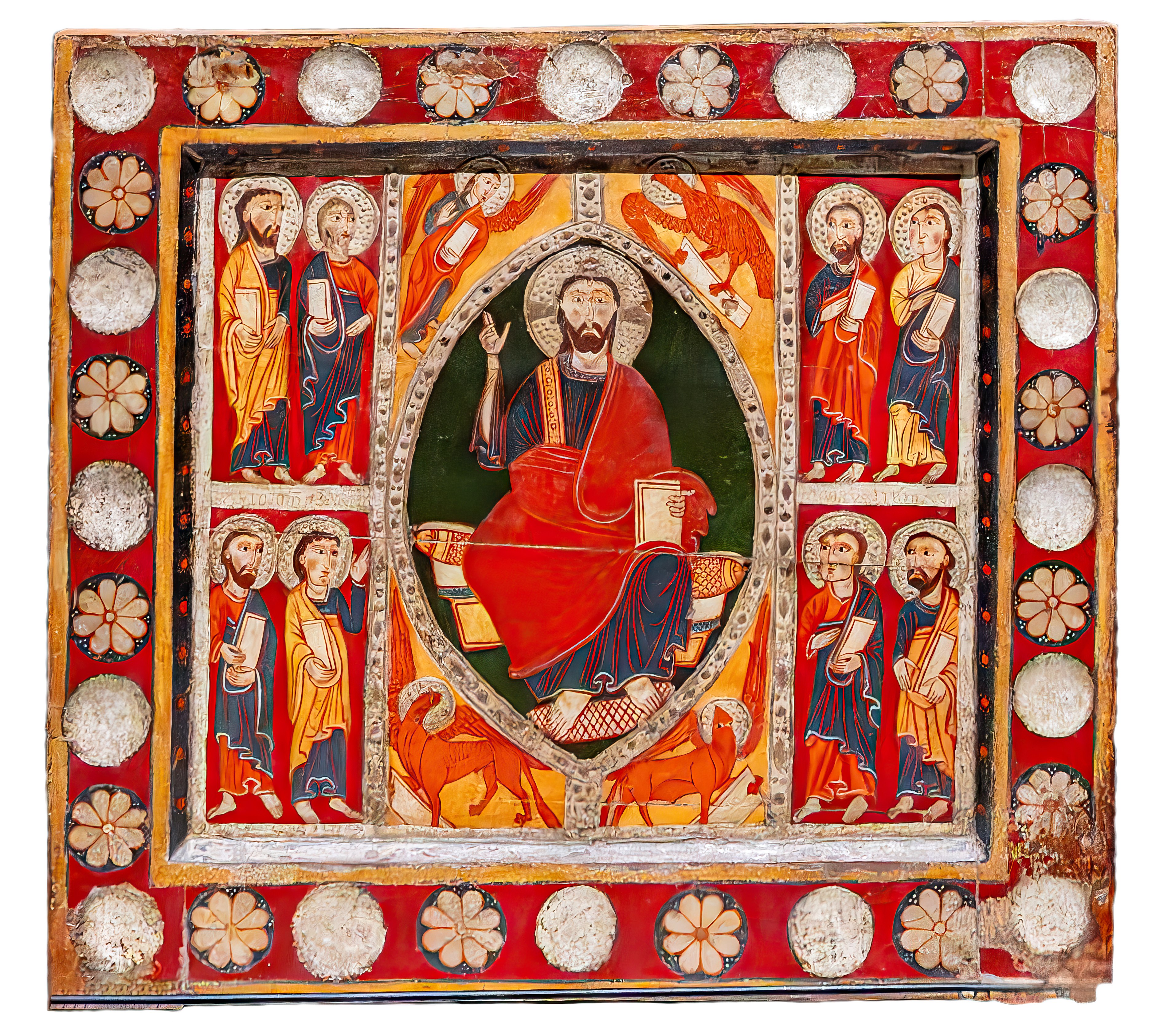
Frontal d'altar de Sant Romà de Vila, actualment al MNAC

Hi ha constància documental d'una capella romànica del segle xii en el lloc de Vila. Probablement el mur de la porta d'entrada i el campanar són els originals. L'església ha estat datada al segle xiii pel frontal d'altar de fusta policromada que es conserva al Museu Nacional d'Art de Catalunya des del 1922 Aquest frontal d'altar representa la Maiestas Domini envoltada per quatre parelles d'apòstols.
La planta és d'una única nau rectangular amb un absis trapezoïdal que va substituir el primitiu absis semicircular en les reformes a principi del segle xx. Sobre el mur oest hi ha un campanar d'espadanya d'un sol ull cobert amb dos vessants.
Els murs són de pedres irregulars amb argamassa com a material d'unió. La coberta és a dos vessants amb un enllatat de fusta i lloses de llicorella al damunt.